# 论崇高
《论崇高》 （希腊语：Περì Ὕψους Perì Hýpsous；拉丁语： De sublimitate）是一部公元一世纪的罗马时代希腊文学批评著作，以书信体写成，作者一般署名为朗吉努斯（古希臘語：  Longĩnos）。它评价了一世纪之前一千年的不少作品，以是否引人向崇高的判断其好坏。

## 作者
其作者身份存在较大争议。10世纪的一份手稿显示其作者为“戴欧尼修斯或朗吉努斯”（Dionysius or Longinus），但中世纪抄经人将其误写为“戴欧尼修斯·朗吉努斯”（Dionysius Longinus）。最开始出版时，作者记为卡修斯·朗基努斯 。但也有人说是哈利卡納蘇斯的戴歐尼修斯。

## 内容
《论崇高》献给罗马知识分子Posthumius Terentianus，但其生平不祥。书中提及或引用了约50位作家，时间跨度达一千年，作家选择标准是其道德的高尚程度。除了荷马和其他希腊文化人物外，它还提到了《创世记》中的一段话，这在公元一世纪是很不寻常的，表示作者可能是一位希腊化的犹太人或者至少对犹太文化很熟悉。

## 扩展阅读
- Bloom, Harold. . Oxford University Press. 1983. ISBN 978-0-19-503354-0.
- Doran, Robert. . Cambridge University Press. 2015. OCLC 959033482
- James I. Porter (2016). The Sublime in Antiquity. Cambridge University Press.
- Ferguson, Frances. . New Literary History (The Johns Hopkins University Press). Winter 1985, 16 (2): 291–297. JSTOR 468748. doi:10.2307/468748.*
- Quinney, Laura, foreword by Harold Bloom. . University Press of Florida. 1995. ISBN 978-0-8130-1345-9.
- Martin Fritz, Vom Erhabenen. Der Traktat 'Peri Hypsous' und seine ästhetisch-religiöse Renaissance im 18. Jahrhundert (Tübingen, Mohr Siebeck, 2011).